# Diospyros scabra
Diospyros scabra är en tvåhjärtbladig växtart som först beskrevs av Emilio Chiovenda, och fick sitt nu gällande namn av Georg Cufodontis. Diospyros scabra ingår i släktet Diospyros och familjen Ebenaceae. Inga underarter finns listade i Catalogue of Life.